# 贝尔格莱德市旗
贝尔格莱德市旗由塞尔维亚国旗上的三色（蓝色、红色和白色）组成。蓝色天空代表希望和对未来美好生活的信心。红色底色则代表塞尔维亚人在追求自由过程所承受的苦难。两条水平白线代表萨瓦河和多瑙河，它们是贝尔格莱德力量的象征。因为塞尔维亚语中“Beograd”意为“白城（White Ciyt）”，所在市旗上的城墙和城堡为白色。城墙代表商业城市，城堡和敞开的城门代表开放的市场。市旗上的船为古罗马的三层浆座战船，是城市的古老遗物。